# ハルディアント
ハルディアント（英語: Hardianto、1993年2月28日 - ）は、インドネシアの男子バドミントン選手。

## 経歴
2017年からベリー・アングリアワンとペアを組む。BWF世界ランキングは最高14位。
2023年からアデ・ユスフ・サントソとペアを組む。